# Festival Internacional de Cine de Cannes de 1961
La 14.ª edición del Festival Internacional de Cine de Cannes se desarrolló entre el 3 y el 18 de mayo de 1961. La Palma de Oro fue otorgada a ex aequo a Una larga ausencia, dirigida per Henri Colpi y Viridiana, dirigida per Luis Buñuel.
El festival también exhibió la película de debut de Shirley Clarke The Connection debido a los esfuerzos del Syndicat français de la critique de cinéma et des films de télévision. El éxito de la película hizo que el festival crease la Semana de la Crítica en la edición posterior.

## Jurado
Las siguientes personas fueron nominadas para formar parte del jurado de la competición principal en la edición de 1961:
- Jean Giono (Francia) Presidente
- Sergei Yutkevich (URSS) Vicepresidente
- Pedro Armendáriz (México)
- Luigi Chiarini (Italia)
- Tonino Delli Colli (Italia)
- Claude Mauriac (Francia)
- Édouard Molinaro (Francia)
- Jean Paulhan (Francia) (autor)
- Raoul Ploquin (Francia)
- Liselotte Pulver (Suiza)
- Fred Zinnemann (EE. UU.)

Cortometrajes
- Ion Popescu-Gopo (Rumanía)
- Pierre Prévert (Francia)
- Jurgen Schildt (Suecia) (periodista)
- Jean Vidal (Francia)
- Jean Vivie (Francia) (funcionario del CST)

## Selección oficial
Las siguientes películas compitieron por la Palma de Oro:

### En competición – películas
- Dúvad de Zoltán Fábri
- La epopeya de los años de fuego de Yuliya Solntseva
- Kazaki de Vasili Pronin
- Darclee de Mihai Iacob
- A Primeira Missa de Lima Barreto
- Dan četrnaesti de Zdravko Velimirović
- La Ragazza con la valigia de Valerio Zurlini
- Otra vez adiós de Anatole Litvak
- La mano en la trampa de Leopoldo Torre Nilsson
- Otôto de Kon Ichikawa
- Refugio de criminales de Irvin Kershner
- I Like Mike de Peter Frye
- Quelle joie de vivre de René Clément
- Domaren de Alf Sjöberg
- Het Mes de Fons Rademakers
- Der Letzte Zeuge de Wolfgang Staudte
- Una larga ausencia de Henri Colpi
- La Viaccia de Mauro Bolognini
- Madalena de Dinos Dimopoulos
- The Mark de Guy Green
- Matka Joanna od aniolów de Jerzy Kawalerowicz
- Line de Nils Reinhardt Christensen
- Plein sud de Gaston De Gerlache
- A Raisin in the Sun de Daniel Petrie
- Le Ciel et la boue de Pierre-Dominique Gaisseau
- Piesen o sivém holubovi de Stanislav Barabáš
- El Centroforward murió al amanecer de René Mugica
- Dos mujeres de Vittorio De Sica
- Viridiana de Luis Buñuel
- Il Relitto de Michael Cacoyannis

### Películas fuera de competición
Las siguientes películas fueron seleccionadas para ser exhibidas fuera de la competición:
- Exodus de Otto Preminger

### Cortometrajes en competición
Los siguientes cortometrajes competían para la Palma de Oro al mejor cortometraje:
- Aicha de Noureddine Mechri y Francis Warin
- Argentina paraiso de la pesca de Antonio Ber Ciani
- The Art of Lee Hsiang-Fen de Henry T.C. Wang
- Balgarski ansambal za narodni pesni i tanzi de Lada Boyadjieva
- The Black Cat  de Robert Braverman
- Cattle Ranch de Guy L. Coté
- Children of the Sun de John Hubley y Faith Hubley
- The Creation of Woman de Charles F. Schwep
- Cyrus le grand de Feri Farzaneh
- The Do-It-Yourself Cartoon Kit
- Dog Barbos and Unusual Cross de Leonid Gaidai
- Fantazie pro levou ruku a lidske svedomi de Pavel Hobl
- Le Festival de Baalbeck 1960 de David McDonald
- Folkwangschulen de Herbert Vesely
- Foroyar de Jørgen Roos
- Fuego en Castilla (Tactilvisión del páramo del espanto) de José Val del Omar
- Giovedi: passeggiata de Vincenzo Gamna
- Gorod bolshoy sudby de Ília Kopalin
- House of Hashimoto de Connie Rasinski
- Hudozhnikat Zlatyu Boyadzhiev de Ivan Popov
- Kangra et kulu de N.S. Thapa
- Na vez de Branko Kalacic
- Nebbia de Raffaele Andreassi
- Paul Valéry de Roger Leenhardt
- Párbaj de Gyula Macskássy
- La Petite Cuillère de Carlos Vilardebó
- Robert Frost de Sidney J. Stiber
- Souvenirs from Sweden de Henning Carlsen
- Taketori Monogatari  de Kazuhiko Watanabe
- W kregu ciszy de Jerzy Ziarnik

## Palmarés

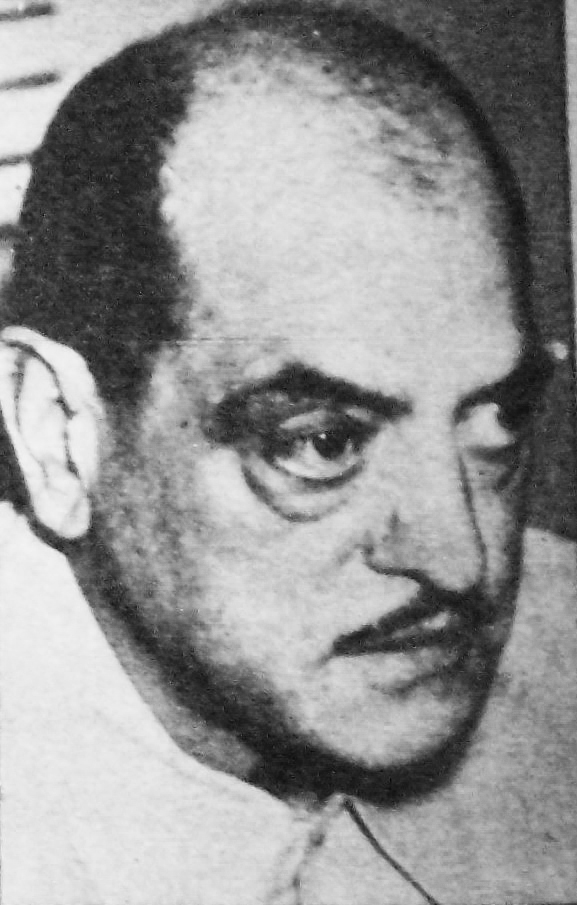
Luis Buñuel, uno de los dos ganadores de la Palma d'Or

Los galardonados en las secciones oficiales de 1961 fueron:
- Palma de Oro: 
  - Una larga ausencia de Henri Colpi
  - Viridiana de Luis Buñuel
- Gran Premio del Jurado: Matka Joanna od aniolów de Jerzy Kawalerowicz
- Mejor Director: Yuliya Solntseva por La epopeya de los años de fuego
- Premio a la interpretación masculina: Anthony Perkins por Otra vez adiós
- Premio a la interpretación femenina: Sophia Loren por Dos mujeres
- Palma de Oro al mejor cortometraje: La Petite Cuillère de Carlos Vilardebó
- Premio del Jurado al merjor cortometraje:  Párbaj de Gyula Macskássy
- Premio técnico al cortometraje: Folkwangschulen de Herbert Vesely y Fuego en Castilla (Tactilvisión del páramo del espanto) de José Val del Omar

### Premios independentes
- Premios FIPRESCI[6]ː La mano en la trampa de Leopoldo Torre Nilsson

Commission Supérieure Technique
- Premio Vulcan: 
  - Otôto de Kon Ichikawa
  - Povest plamennykh let de Iulia Solntseva
  - Yang Kwei Fei de Li Han Hsiang

Premio OCIC
- Refugio de criminales de Irvin Kershner

Otros premios
- Premio Gary Cooper: A Raisin in the Sun de Daniel Petrie

## Ceremonias
- Datos: Q593901